# Liparetrus monticola
Liparetrus monticola är en skalbaggsart som beskrevs av Fabricius 1775. Liparetrus monticola ingår i släktet Liparetrus och familjen Melolonthidae. Inga underarter finns listade i Catalogue of Life.